# Château de Saint-Romain
Le château de Saint-Romain est un château en ruine sur la commune de Siaugues-Sainte-Marie (anciennement sur l'ancienne commune de Siaugues-Saint-Romain, d'où son nom) dans le département de la Haute-Loire.

## Histoire
Le fief était connu au XIIIe siècle comme étant détenu par le frère de Louis IX, Alphonse de Poitiers. Le château était protégé par une enceinte extérieure dont il ne reste que des terrasses et deux tours à la porte d'entrée. Du château intérieur, il reste le donjon, une tour et une partie d'une tour d'escalier qui servait la résidence qui était rattachée au donjon. Il reste des peintures sur le deuxième des quatre étages du donjon. La plus grande partie de la forteresse a été construite au XIVe siècle.
Le château surplombe Siaugues et était destiné à repousser les forces angevines basées à l'ouest, de l'autre côté de l'Allier. Le château a changé de mains à plusieurs reprises, devenant la propriété de la famille La Fayette vers 1400, sous la direction de Gilbert du Motier de La Fayette. Il est resté dans la famille jusqu'à la Révolution française, où il a été pris par la commune et utilisé comme carrière. Des travaux de conservation ont commencé[réf. nécessaire].
Le château est une propriété privée. Il est classé depuis 1984 comme monument historique par le ministère français de la culture.